# Пономарёв, Илья Иванович
Илья Иванович Пономарёв (известен также под фамилиями Иванов, Попов и Долгополов) (ум. 12 декабря 1670) — казачий атаман, один из руководителей казацко-крестьянского восстания под предводительством Степана Разина.

## Биография
Родился в городе Кадом. Первоначально дворовый человек боярина князя Буйносова-Ростовского, затем бежал от своего хозяина и вступил в ряды донских казаков, присоединившись к восстанию под руководством Степана Разина.
Илья Пономарёв стал одним из разинских посланцев, посланных поднимать крестьян на восстание по городам и сёлам правобережья Волги. В Козьмодемьянском уезде он был схвачен и заключён в темницу. 3 октября 1670 года небольшой отряд разинцев (30 чел.) при поддержке местных жителей без сопротивления занял город Козьмодемьянск. Воевода И. Побединский, местные дворяне и начальные люди были убиты. Все узники, в том числе и Илья Пономарёв, были выпущены из темниц на свободу. И. Пономарёв заслужил поддержку козьмодемьянцев и был избран одним из атаманов. Вместе с жителями Козьмодемьянска и окрестными крестьянами он ходил в поход на соседний город Цивильск, но не смог взять город штурмом.
Атаман Илья Пономарёв и старшина, бывший марийский пристав Козмодемьянска, Мирон Фёдорович Мумарин сформировали в Козьмодемьянске повстанческий отряд численностью около 100 человек, который выступил в рейд на Ветлугу и на Галич, чтобы поднять в этих местах крестьянское восстание.
В конце октября 1670 года И. Пономарёв во главе повстанческого отряда вступил в Ветлужскую волость. Местные черносошные крестьяне стали активно присоединиться к разинцам. Сёла Никольское, Воскресенское, Ильинское и Троицкое, принадлежавшие таким крупным вотчинникам, как боярин Богдан Хитрово, князья Одоевское, стольники Собакины, «всем миром» присоединились к восстанию.
Отряд Пономарёва, традиционно делившийся на сотни и десятки, шёл вверх по Ветлуге, устанавливая по сёлам и деревням крестьянскую вольницу: налоги и оброки отменялись, все крепостные объявлялись свободными, на сходах выбирали старшин. Илья Пономарёв рассылал гонцов в Вятский и Усольский уезды, на Вохму и Унжу, к Соли Камской и Великому Устюгу. Посланцы Пономарёва обращались к народу с горячими устными призывами, везли и «прелестные грамоты». «Уговорщиками» и «загонщиками» выступали не только люди из отряда Пономарёва, но и широкие слои местного населения.
Получив известие о том, что царские воеводы подтягивают силы к восставшему Козьмодемьянску, Илья Пономарёв собирается вернуться на правобережье Волги, чтобы, оказать помощь повстанческим атаманам П. Иванову и И. Андрееву. Однако ветлужские крестьяне упрашивают его остаться, потому что некому будет возглавлять борьбу в лесном Заволжье. Со своим отрядом Пономарёв совершал стремительные рейды, наводя ужас на помещиков и их приказчиков.
Пономарёв собирался идти через Кологрив в Вятку и на Соликамск, строил планы похода на Великий Устюг и Сольвычегодск. Соликамский воевода И. Монастырев, узнав о намерениях повстанческого атамана, послал в Москву отписку, в которой с беспокойством сообщал, что ему «оборонитца… некем», что ему «жить… опасно и страшно…» Он вполне допускал, что отряд Пономарёва, захватив города Соль Камскую и соседнюю Чердынь, мог беспрепятственно пройти в Сибирь. Вятский воевода В. Змеев с тревогой писал, что от Ильи Пономарёва «вятчан всяких чинов людей в прелесть приводить и на всякое дурно научать» прислан повстанческий старшина Мирон Мумарин «с товарыщи, человек з 20».
В конце ноября 1670 года отряд Пономарёва переправился по лесной дороге с Ветлуги на Унжу. 3 декабря 1670 года Илья Пономарёв вступил в город Унжу, местное население его поддержало. Унженский воевода Василий Саввич Нарбеков в это время отсутствовал в городе. В городе Пономарёв захватил государеву казну, пополнил свои ряды и, собрав запасы продовольствия, выступил на север по Мерянской дороге. В это время отряд Пономарёва насчитывал 700 человек, но сохранял высокую мобильность, поскольку никто из повстанцев не передвигается пешим порядком: 400 человек — на конях, остальные — в санном поезде.
В ночь с 12 на 13 декабря 1670 года в районе речки Шанги, около села Богородское отряд воеводы Норбекова догнал повстанцев. Разинцы потерпели поражение, потеряв 200 человек убитыми и 75 пленными. Оставшиеся разбежались в разных направлениях, среди них были Пономарёв и Мумарин.
11 декабря тотемский воевода Максим Григорьевич Ртищев получил сведения о том, что в окрестностях Тотьмы были замечены десять казаков на санях из отряда Ильи Пономарёва. М. Ртищев организовал на пути повстанцев засады. В пяти верстах от Тотьмы разинцы были схвачены, среди них оказался атаман Илья Пономарёв. В своём письме царю воевода М. Ртищев сообщал: «Велел я, холоп твой, воров тех огнём жечь и накладом железа калёного пытати. А в расспросе и промеж пыток с огни те баяли, что ехали [к Тотьме] для подзору и разведывания ратных людей и ружья, и имена свои подлые пролаяли…». Кроме того Пономарёв заявил что скоро сюда придёт основной отряд Мумарина. Опасаясь приближения основных сил повстанцев, воевода приказал в тот же день повесить Илью Пономарёва и его товарищей. Воевода Ртищев оставил описание внешности Ильи Пономарёва «человек ростом средний, волосом светлорус, в лице продолговат, нос прям, продолговат, борода невелика, с бровями небольшими почернее волос».
12 декабря 1670 года по приказу воеводы М. Ртищева атаман Илья Пономарёв, а с ним его есаулы: козмодемьянец Дмитрий Семёнович Куварка, с Казанского присуду Андрей Федотович Скукарок, дворовый человек с Лапшанги Никольского стану Дмитрий Дмитриев, крестьянин князя Львова деревни Чошихи Ветлужской волости Куприян Кузьмин Соловьёв и беглый стрелец, крестьянский сын Вожбальской волости Тотемского уезда Пётр Ларионов Петухов были повешены на берегу Сухоны. В конце декабря тело Ильи Пономарёва было перевезено в Галич и вторично повешено на торговой площади. К столбу виселицы был приколочен лист с указанием «вин» разинского атамана.
Что касается Мирона Мумарина, то он с шестью товарищами был схвачен в январе 1671 года в Великом Устюге. Он и ещё трое повстанцев были отправлены в Москву, где после допросов и пыток они были казнены.
Сторонников Пономарёва ещё долго ловили по соседним областям. В марте 1671 сольвычегодский воевода писал что к нему привели гулящего человека Григория Дементьева, который рассказал о планах Пономарёва после захвата Унжи. В мае 1671 стольник и вятский воевода Венедикт Андреев Змеев поймал в «Вятском уезде розных городов воров», которые шли через Вятку к Соли Камской. Из этих пойманных трое были казнены, 58 человек сосланы в сибирские города.